# Agapornis capgrís
L'agapornis capgrís o inseparable capgrís (Agapornis canus) és una de les espècies d'ocells del gènere Agapornis, membre de la família dels psitàcids.

## Morfologia
- És el menor dels agapornis, juntament al de collar negre (Agapornis swindernianus), fent 13 - 15 cm
- En comparació amb altres espècies del gènere, dona la impressió de més delicat, tant morfològicament (bec relativament petit, potes primes) com pel seu comportament.
- El plomatge és principalment verd, amb un clar dimorfisme sexual. El mascle presenta un cap, coll i pit de color gris. La femella és més uniformement verda.
- La mandíbula superior del bec és blanc blavós i la inferior blanca.
- Iris marró i potes grises.

## Hàbitat i distribució
Viu als clars del bosc, matolls, praderies i terres de conreu, a les terres baixes de Madagascar, fins als 1000 m. S'han introduït a les Mascarenyes, Comores i Seychelles. La seva utilització en avicultura, fa que de vegades es puguin albirar exemplars escapats del captiveri.

## Alimentació
La seva dieta es compon a base de fruites, verdures i llavors..

## Llistat de subespècies
Se n'han descrit dues subespècies:
- Agapornis canus canus (Gmelin, 1788). La subespècie típica, que habita la major part de l'Illa de Madagascar.
- Agapornis cana ablectanea Bangs 1918. Habita el sud-oest de Madagascar. Presenta tons blaus en les zones verdes i el cap del mascle és d'un gris més fosc.